# Liste der Deutschen Meister im Zweier-Kunstradfahren
Dies ist eine Übersicht über alle deutschen Meister im Zweier-Kunstradfahren:

## Bundesrepublik Deutschland
1949 Hannover
| Jahr | Ort                   | Gold Männer                                                                                        | Silber Männer                                                                                | Bronze Männer                                          | Gold Frauen                                                    | Silber Frauen                                                  | Bronze Frauen                                                  |
| 1949 | Hannover              | Bernhardt / Mönckemeier TC Taube Hannover                                                          |                                                                                              | Gießling / Wolters RC Taube Hannover                   |                                                                |                                                                |                                                                |
| ---- | --------------------- | -------------------------------------------------------------------------------------------------- | -------------------------------------------------------------------------------------------- | ------------------------------------------------------ | -------------------------------------------------------------- | -------------------------------------------------------------- | -------------------------------------------------------------- |
| 1953 | Krefeld               | Mönckemeyer/Bernhardt SV Bult Hannovern                                                            | …                                                                                            | …                                                      | ...                                                            | …                                                              | …                                                              |
| 1976 | Nürnberg              | Dieter Fischer/Klaus Zech SV Solidarität Nürnberg 1904                                             | …                                                                                            | …                                                      | ...                                                            | …                                                              | …                                                              |
| 1981 | Oberursel             | Rolf Halter/Helmut Schneider RSV Erlenbach                                                         | Gebr. Walter und Wolfgang Frankort RV Würselen                                               | Stefan Born/Hans-Werner Büttner VfH Worms              | ...                                                            | ...                                                            | ...                                                            |
| 1982 | Crailsheim            | Harald Merget/Alexander Korn RV Soden                                                              | Stefan Born/Hans-Werner Büttner VfH Worms                                                    | Rolf Halter/Helmut Schneider RSV Erlenbach             | ...                                                            | ...                                                            | ...                                                            |
| 1983 | Moers                 | Harald Merget/Alexander Korn RV Soden                                                              | Stefan Born/Hans-Werner Büttner VfH Worms Gebr. Robert und Andreas Welcher SG Frankfurt-Nied | kein 3. Platz                                          | ...                                                            | ...                                                            | ...                                                            |
| 1985 | Baunatal              | Armin Jurisch/Markus Dreher RV Soden                                                               | Berger/Kellner VfK Oberschleißheim                                                           | Harald Merget/Alexander Korn RV Soden                  | Christiane Wesche/Marion Mües RV „Vorwärts“ Neuenkirchen       | Sigfrid Kiefer/Ulrike Meyer RSV Herten                         | Manuela Kramp/Stefanie Teuber RSV Tempo Lieme                  |
| 1986 | Forst                 | Armin Jurisch/Markus Dreher RV Soden                                                               | Merget/Korn RV Soden                                                                         | Matthias Schlecht/Michael Böpple RV Bolanden           | Manuela Kramp/Stefanie Teuber RSV Tempo Lieme                  | Martina Heimpel/Hildegard Wahl RMSV Bad Schussenried           | Daniela Krautter/Sandra Kienle RSV Unterweissach               |
| 1987 | Crailsheim            | Armin Jurisch/Markus Dreher RV Soden                                                               | Andreas Weil/Sascha Weil Mainz-Finthen                                                       | Merget/Korn RV Soden                                   | Martina Heimpel/Hildegard Wahl RMSV Bad Schussenried           | Sigfrid Kiefer/Ulrike Meyer RSV Herten                         | Daniela Krautter/Sandra Kienle RSV Unterweissach               |
| 1988 | Bad S.                | Armin Jurisch/Markus Dreher RV Soden                                                               | Andreas Weil/Sascha Weil Mainz-Finthen                                                       | Hebestreit/Krieger Schleißheim                         | Martina Heimpel/Hildegard Wahl RMSV Bad Schussenried           | Giesbers/Busshoff RC Bocholt                                   | Claudia Horner/Simone Liebenow RSC Hainstadt                   |
| 1989 | Denzlingen            | Andreas Weil/Sascha Weil Mainz-Finthen                                                             | Matthias Schlecht/Michael Böpple RV Bolanden                                                 | Theo Benz/Armin Prinz RV Reichenau                     | Tanja Wittig/Bianca Heller RKB Lützelbuch                      | Claudia Horner/Simone Liebenow RSC Hainstadt                   | Sigrid Kiefer/Ulrike Meyer RSV Herten                          |
| 1990 | Schau. (Hoof)         | Wolfgang Grenz/Thomas Grenz RV Herrenzimmern                                                       | Matthias Schlecht/Michael Böpple RV Bolanden                                                 | Theo Benz/Armin Prinz RV Reichenau                     | Sigrid Hupfer/Ulrike Meyer RSV Herten                          | Claudia Horner/Simone Liebenow RSC Hainstadt                   | Martina Heimpel/Hildegard Wahl RMSV Bad Schussenried           |
| 1991 | Trier                 | Wolfgang Grenz/Thomas Grenz RV Herrenzimmern                                                       | Matthias Schlecht/Michael Böpple RV Bolanden                                                 | Theo Benz/Armin Prinz RV Reichenau                     | Martina Heimpel/Hildegard Wahl RMSV Bad Schussenried           | Claudia Horner/Simone Liebenow RSC Hainstadt                   | Tanja Wittig/Bianca Heller RKB Lützelbach                      |
| 1992 | Will.-Sch.            | Stefan Raaf/Michael Roth SV Kirchdorf                                                              | Theo Benz/Armin Prinz RV Reichenau                                                           | Matthias Schlecht/Michael Böpple RV Bolanden           | Tanja Wittig/Bianca Heller RKB Lützelbuch                      | Angelika Ziegler/Sylvia Steegmüller RV Magstadt                | P. Giesbers/A. Giesbers RC Bocholt                             |
| 1993 | Moers                 | Stefan Raaf/Michael Roth SV Kirchdorf                                                              | Andreas Weil/Sascha Weil Mainz-Finthen                                                       | Theo Benz/Armin Prinz RV Reichenau                     | Angelika Ziegler/Sylvia Steegmüller RV Magstadt                | Susanne Seifert/Kerstin Stark RV Lottstetten                   | Tanja Faschko/Christine Sixt RV Magstadt                       |
| 1994 | Gärtringen            | Stefan Raaf/Michael Roth SV Kirchdorf                                                              | Michael Rauch/Heiko Rauch TSV Langenprozelten                                                | Stefan Raaf/Michael Roth SV Kirchdorf                  | Angelika Ziegler/Sylvia Steegmüller RV Magstadt                | Susanne Seifert/Kerstin Stark RV Lottstetten                   | Angelika Philipp/Sigrid Hupfer RSV Herten                      |
| 1995 | Hamburg               | Michael Rauch/Heiko Rauch TSV Langenprozelten                                                      | Stefan Hartmann/Stefan Thomé VfH Worms                                                       | Stefan Raaf/Michael Roth SV Kirchdorf                  | Angelika Ziegler/Sylvia Steegmüller RV Magstadt                | Susanne Seifert/Kerstin Stark RV Lottstetten                   | Ute Bihler/Renate Truppe RV Herrenzimmer                       |
| 1996 | Karlsruhe             | Michael Rauch/Heiko Rauch TSV Langenprozelten                                                      | Stefan Raaf/Michael Roth SV Kirchdorf                                                        | Jürgen Maier/Stephan Wolfer RSV Tailfingen             | Susanne Seifert/Kerstin Stark RV Lottstetten                   | Susanne Müller/Kerstin Rösner SV Kirchdorf                     | Ute Bihler/Renate Truppe RV Herrenzimmer                       |
| 1997 | Moers                 | Stefan Raaf/Michael Roth SV Kirchdorf                                                              | Michael Rauch/Heiko Rauch TSV Langenprozelten                                                | Jürgen Maier/Stephan Wolfer RSV Tailfingen             | Angelika Ziegler/Sylvia Steegmüller RV Magstadt                | ...                                                            | Sandra Steegmüller/Katrin Ludwig RV Magstadt                   |
| 1998 | Koblenz               | Michael Rauch/Heiko Rauch TSV Langenprozelten                                                      | Stefan Raaf/Michael Roth SV Kirchdorf                                                        | Jürgen Maier/Stephan Wolfer RSV Tailfingen             | Yvonne Jäger/Katja Schelshorn RV Einhausen                     | Eva Breitenbach/Yvonne Breitenbach TSV Langenprozelten         | Sandra Steegmüller/Katrin Ludwig RV Magstadt                   |
| 1999 | Singen                | Michael Rauch/Heiko Rauch TSV Langenprozelten                                                      | Jürgen Maier/Stephan Wolfer RSV Tailfingen                                                   | Stefan Raaf/Michael Roth SV Kirchdorf                  | Sandra Steegmüller/Katrin Ludwig RV Magstadt                   | Eva Breitenbach/Yvonne Breitenbach TSV Langenprozelten         | Stefanie Neeb/Meike Kraft RV Mainz-Finthen                     |
| 2000 | Oberursel             | Stefan Raaf/Michael Roth SV Kirchdorf                                                              | Stefan Hartmann/Stefan Thomé VfH Worms                                                       | Axel Noack/Ralf Noack RSV Unterweissach                | Sandra Steegmüller/Katrin Ludwig RV Magstadt                   | Nicole Fürch/Angie Köpsel RC Noppenberg                        | Eva Breitenbach/Yvonne Breitenbach TSV Langenprozelten         |
| 2001 | Moers                 | Simon Altvater/Nico Kundert RV Magstadt                                                            | Michael Rauch/Heiko Rauch TSV Langenprozelten                                                | Axel Noack/Ralf Noack RSV Unterweissach                | Sandra Steegmüller/Katrin Ludwig RV Magstadt                   | Eva Breitenbach/Yvonne Breitenbach TSV Langenprozelten         | Nadine Wöhler/Katharina Urban Liemer RC                        |
| 2002 | Denzlingen            | Simon Altvater/Nico Kundert RV Magstadt                                                            | Felix Niederberger/Jonas Niederberger RSV Nattheim                                           | Michael Rauch/Heiko Rauch TSV Langenprozelten          | Silke Gaiser/Manuela Schönberger RMSV Bad Schussenried         | Katja Knaack/Caroling Ingelfinger RSV Erlenbach                | Nadine Wöhler/Katharina Urban Liemer RC                        |
| 2003 | Bürstadt              | Felix Niederberger/Jonas Niederberger RSV Nattheim                                                 | Michael Rauch/Heiko Rauch TSV Langenprozelten                                                | Jochen Halter/Stefan Thomé RSV Erlenbach               | Silke Gaiser/Manuela Schönberger RMSV Bad Schussenried         | Nadine Wöhler/Katharina Urban Liemer RC                        | Katrin Schultheis / Sandra Sprinkmeier RV Ebersheim            |
| 2004 | Glauchau              | Michael Rauch/Heiko Rauch TSV Langenprozelten                                                      | Simon Altvater/Nico Kundert RV Magstadt                                                      | Tim Niederberger/Daniel Junginger RSV Nattheim         | Katja Knaack/Caroling Ingelfinger RSV Erlenbach                | Katrin Schultheis / Sandra Sprinkmeier RV Ebersheim            | Julia Sprinkmeier/Janina Wagner RV Mainz-Ebersheim             |
| 2005 | Bad S.                | Felix Niederberger/Jonas Niederberger RSV Nattheim                                                 | Stephan Rauch/Claus Jäger TSV Langenprozelten                                                | Lukas Matla/Stafan Musu RMSV Wanderl. Hochheide        | Caroling Ingelfinger/Katja Knaack RSV Erlenbach                | Katrin Schultheis / Sandra Sprinkmeier RV Ebersheim            | Nadine Wöhler/Katharina Urban Liemer RC                        |
| 2006 | Mön.                  | Simon Altvater/Nico Kundert RV Magstadt                                                            | Felix Niederberger/Jonas Niederberger RSV Nattheim                                           | Stephan Rauch/Claus Jäger TSV Langenprozelten          | Katrin Schultheis / Sandra Sprinkmeier RV Ebersheim            | Caroling Ingelfinger/Katja Knaack RSV Erlenbach                | Simone Heimpel/Sarina Heimpel Liemer RC                        |
| 2007 | Elsenfeld             | Viktor Volk/Manuel Huber SV Kirchdorf                                                              | Felix Niederberger/Jonas Niederberger RSV Nattheim                                           | Stephan Rauch/Claus Jäger TSV Langenprozelten          | Jasmin Soika/Katharina Wurster SV Mergelstetten                | Simone Heimpel/Sarina Heimpel Liemer RC                        | Kathrin Lippert/Clara Huber SV Wacker Burghausen               |
| 2008 | Ludwigshafen am Rhein | Stephan Rauch/Ann-Kathrin Egert TSV Langenprozelten                                                | Florian Blümmel/Felix Blümmel RSC 1911 Langenselbold                                         | Viktor Volk/Manuel Huber SV Kirchdorf                  | Jasmin Soika/Katharina Wurster SV Mergelstetten                | Katrin Schultheis / Sandra Sprinkmeier RV Ebersheim            | Julia Thürmer/Nadja Thürmer RV Mainz-Finthen                   |
| 2009 | Herzogenrath          | Stephan Rauch/Ann-Kathrin Egert TSV Langenprozelten                                                | Florian Blümmel/Felix Blümmel RSC 1911 Langenselbold                                         | N. Müller/L. Hanns RSV Steinhöring                     | Katrin Schultheis / Sandra Sprinkmeier RV Ebersheim            | Jasmin Soika/Katharina Wurster SV Mergelstetten                | Anja Zörner/Melanie Rudl RSV Langenselbold                     |
| 2010 | Hamburg               | Florian Blümmel/Felix Blümmel RC 1911 Langenselbold                                                | Daniel Gronbach/Oliver Gronbach RSV Unterweissach 1905                                       | Kathrin Lippert/Viktor Volk SV Kirchdorf               | Jasmin Soika/Katharina Wurster SV Mergelstetten                | Katrin Schultheis / Sandra Sprinkmeier RV 1925 Mainz-Ebersheim | Julia Thürmer/Nadja Thürmer RV Mainz-Finthen                   |
| 2011 | Erfurt                | |                                                                                              |                                                        | Julia Thürmer/Nadja Thürmer RV Mainz-Finthen                   | Jasmin Soika/Katharina Wurster SV Mergelstetten                | Katrin Schultheis / Sandra Sprinkmeier RV 1925 Mainz-Ebersheim |
| 2012 | Herzogenrath          | |                                                                                              |                                                        | Katrin Schultheis / Sandra Sprinkmeier RV 1925 Mainz-Ebersheim | Jasmin Soika/Katharina Wurster SV Mergelstetten                |                                                                |
| 2013 | Baunatal              | Andre Bugner / Benedikt Bugner RSV Klein-Winternheim                                               | Benedikt Bassmann / Luisa Bassmann SV Mergelstetten                                          | Kathrin Lippert/Viktor Volk SV Kirchdorf               | Julia Thürmer/Nadja Thürmer RV Mainz-Finthen                   | Katrin Schultheis / Sandra Sprinkmeier RV 1925 Mainz-Ebersheim | Jasmin Soika/Katharina Wurster SV Mergelstetten                |
| 2014 | Denkendorf            | Andre Bugner / Benedikt Bugner RSV Klein-Winternheim                                               | Michael Rauch / Melissa Breitenbach TSV 1912 e.V. Langenprozelten                            | Anja Seipp / Christian Schmidt RSV 1910 Langenselbold  | Katrin Schultheis / Sandra Sprinkmeier RV 1925 Mainz-Ebersheim | Julia Thürmer/Nadja Thürmer RV Mainz-Finthen                   | Jasmin Soika/Katharina Wurster SV Mergelstetten                |
| 2015 | Lübbecke              | Andre Bugner / Benedikt Bugner RSV Klein-Winternheim                                               | Luisa Bassmann / Benedikt Bassmann SV Mergelstetten                                          | Serafin Schefold / Max Hanselmann RV Öhringen          | Julia Thürmer / Nadja Thürmer RV Mainz-Finthen                 | Tabea Saamen / Julia Saamen Liemer RC                          | Lena Bringsken / Lisa Bringsken RCV-Böhl-Iggelheim             |
| 2016 | Moers                 | Andre Bugner / Benedikt Bugner RSV Klein-Winternheim                                               | Luisa Bassmann / Benedikt Bassmann SV Mergelstetten                                          | Serafin Schefold / Max Hanselmann RV Öhringen          | Julia Thürmer / Nadja Thürmer RV Mainz-Finthen                 | Lena Bringsken / Lisa Bringsken RCV-Böhl-Iggelheim             | Sophie Nattmann / Caroline Wurth RSV Gutach                    |
| 2017 | Hamburg               | Andre Bugner / Benedikt Bugner RSV Klein-Winternheim Serafin Schefold / Max Hanselmann RV Öhringen | kein 2. Platz                                                                                | Patrick Tisch / Nina Stapf RV Pfeil Magstadt           | Julia Thürmer / Nadja Thürmer RV Mainz-Finthen                 | Lena Bringsken / Lisa Bringsken RCV-Böhl-Iggelheim             | Sophie Nattmann / Caroline Wurth RSV Gutach                    |
| 2018 | Neresheim             | Serafin Schefold / Max Hanselmann RV Öhringen                                                      | Patrick Tisch / Nina Stapf RV Pfeil Magstadt                                                 | Matthias Quecke / Michael Quecke RMSV Bad Schussenried | Sophie Nattmann / Caroline Wurth RSV Gutach                    | Lena Bringsken / Lisa Bringsken RCV-Böhl-Iggelheim             | Helen Vordermeier / Selina Marquardt RV Oberjesingen           |
| 2019 | Moers                 | Andre Bugner / Benedikt Bugner RSV Klein-Winternheim                                               | Patrick Tisch / Nina Stapf RV Pfeil Magstadt                                                 | Dénes Füssel / Lisa Schwendemann RSV Gutach            |                                                                |                                                                |                                                                |

## DDR
| Jahr | Gold Männer                                      | Silber Männer                                    | Bronze Männer                                    | Gold Frauen                                     | Silber Frauen                                              | Bronze Frauen                                   |
| ---- | ------------------------------------------------ | ------------------------------------------------ | ------------------------------------------------ | ----------------------------------------------- | ---------------------------------------------------------- | ----------------------------------------------- |
| 1950 | Großmann/Pflicke (Oberlichtenau)                 | ...                                              | …                                                | Horn/Donath (Leutersdorf)                       | …                                                          | …                                               |
| 1951 | Glauche/Bennewitz (Motor SO Leipzig)             | …                                                | …                                                | Tenner/Rudolph (Stotternheim)                   | …                                                          | …                                               |
| 1952 | Glauche/Bennewitz (Motor SO Leipzig)             | …                                                | …                                                | Schulze/Grusser (Traktor Bahrendorf)            | …                                                          | …                                               |
| 1953 | Schmidt/Hartmann (SG Caputh)                     | Clemens/Grulms (Fortschritt Leutersdorf)         | Glauche/Bennewitz (Motor SO Leipzig)             | Schulze/Grusser (Traktor Bahrendorf)            | Horn/Donath (Fortschritt Leutersdorf)                      | Kroll/Kroll (Einheit Schwerin)                  |
| 1954 | Schmidt/Hartmann (SG Caputh)                     | …                                                | …                                                | Kroll/Kroll (Einheit Schwerin)                  | …                                                          | …                                               |
| 1955 | Schmidt/Hartmann (SG Caputh)                     | Schüler/Becker (Lok Jüterbog)                    | …                                                | Pittermann/Kroll (Einheit Schwerin)             | …                                                          | …                                               |
| 1956 | Schmidt/Hartmann (SG Caputh)                     | …                                                | …                                                | Pittermann/Kroll (Einheit Schwerin)             | …                                                          | …                                               |
| 1957 | Schmidt/Hartmann (SG Caputh)                     | Pittermann/Schrödter (Einheit Schwerin)          | Glauche/Möbius (Motor SO Leipzig)                | Pittermann/Kroll (Einheit Schwerin)             | Walle/Töpel (Lok Lichtenberg)                              | Kunz/Bächle (SC Lok Leipzig)                    |
| 1958 | Pittermann/Schrödter (Einheit Schwerin)          | Dieter Koch/Günter Koch (Turbine Halberstadt)    | Schulz/Hammer (Einheit Frankfurt)                | Werner/Breitbarth (Seelenbinder Bad Salza)      | Kunath/Kunath (Motor Radeberg)                             | Klemens/Menzel (Fortschritt Seifhennersdorf)    |
| 1959 | Koch/Koch (Turbine Halberstadt)                  | Schulz/Hammer (Einheit Frankfurt)                | Pittermann/Schrödter (Einheit Schwerin)          | Kunath/Kunath (Motor Radeberg)                  | Peter/Henckel (Einheit Werder)                             | Werner/Breitbarth (Seelenbinder Bad Salza)      |
| 1960 | Pittermann/Schrödter (Einheit Schwerin)          | Schulz/Hammer (Einheit Frankfurt)                | Krüger/Dietrich (Einheit Frankfurt/O)            | Pittermann/Lübbe (Einheit Schwerin)             | Werner/Breitbarth (Seelenbinder Bad Salza)                 | Peter/Henckel (Einheit Werder)                  |
| 1961 | Dieter Koch / Günter Koch (Turbine Halberstadt)  | Pittermann/Schrödter (Einheit Schwerin)          | Krüger/Dietrich (Einheit Frankfurt/O)            | Pittermann/Lübbe (Einheit Schwerin)             | Höhne/Motes (BVB Berlin)                                   | …                                               |
| 1962 | Glauche/Bennewitz (Motor SO Leipzig)             | Dieter Koch/Günter Koch (Turbine Halberstadt)    | Schulz/Hammer (Einheit Frankfurt)                | Höhne/Motes (BVB Berlin)                        | Schlieter/Techen (Einheit Frankfurt/O)                     | Mrazek/Köhler (Motor Radeberg)                  |
| 1963 | Pittermann/Schrödter (Einheit Schwerin)          | Dieter Koch/Günter Koch (Turbine Halberstadt)    | Schnabel/Heuchler (Traktor Dennheritz)           | Höhne/Motes (BVB Berlin)                        | Käse/Kretzschmar (Einheit Mutzschen)                       | Schlieter/Techen (Einheit Frankfurt/O)          |
| 1964 | Pittermann/Schrödter (Einheit Schwerin)          | Dieter Koch/Günter Koch (Turbine Halberstadt)    | Schnabel/Heuchler (Traktor Dennheritz)           | Höhne/Motes (BVB Berlin)                        | Nagel/Langweige (Einheit Mittelhausen)                     | \| Käse/Kretzschmar (Einheit Mutzschen)         |
| 1965 | Pittermann/Schrödter (Einheit Schwerin)          | Kral/Lauterbach (Aufbau Bad Langensalza)         | Beyer/Günther (Stahl Bad Lausick)                | Höhne/Motes (BVB Berlin)                        | Nagel/Langweige (Einheit Mittelhausen)                     | Höhne/Pschichholz (BVB Berlin)                  |
| 1966 | Kral/Lauterbach (Aufbau Bad Langensalza)         | Pittermann/Schrödter (Einheit Schwerin)          | Krüger/Dietrich (Aufbau Frankfurt/O)             | Höhne/Motes (BVB Berlin)                        | Gimmler/Matauschek (Motor Nordhausen West)                 | Nagel/Langweige (Einheit Mittelhausen)          |
| 1967 | Kral/Lauterbach (Aufbau Bad Langensalza)         | Krüger/Dietrich (Aufbau Frankfurt/O)             | Beyer/Berger (Stahl Bad Lausick)                 | Riedel/Krug (BVB Berlin)                        | Höhne/Pschichholz (BVB Berlin)                             | Gimmler/Adamitz (Motor Nordhausen West)         |
| 1968 | Kral/Lauterbach (Aufbau Bad Langensalza)         | Krüger/Dietrich (Aufbau Frankfurt/O)             | Joachim Röhr/Klaus Röhr (Wissenschaft Rehbrücke) | Krug/Pschichholz (BVB Berlin)                   | Seidel/Schumann (SSG Gotha)                                | Kachel/Drutschmann (SSG Klaus Törpe Gotha)      |
| 1969 | Kral/Lauterbach (Aufbau Bad Langensalza)         | Krüger/Dietrich (Aufbau Frankfurt/O)             | Joachim Röhr/Klaus Röhr (Wissenschaft Rehbrücke) | Seidel/Schumann (SSG Gotha)                     | Kachel/Drutschmann (SSG Klaus Törpe Gotha)                 | Höhne/Pschichholz (BVB Berlin)                  |
| 1970 | Kral/Lauterbach (Aufbau Bad Langensalza)         | Joachim Röhr/Klaus Röhr (Wissenschaft Rehbrücke) | Krüger/Dietrich (Aufbau Frankfurt/O)             | Seidel/Schumann (SSG Gotha)                     | Kachel/Drutschmann (SSG Klaus Törpe Gotha)                 | Voigt/Schneider (Einheit Mittelhausen)          |
| 1971 | Kral/Lauterbach (Aufbau Bad Langensalza)         | Kanka/Freitag (Motor Gotha)                      | Joachim Röhr/Klaus Röhr (Wissenschaft Rehbrücke) | Seidel/Schumann (SSG Gotha)                     | Kachel/Drutschmann (SSG Klaus Törpe Gotha)                 | Becker/Kött (Motor Gotha)                       |
| 1972 | Joachim Röhr/Klaus Röhr (Wissenschaft Rehbrücke) | Kanka/Freitag (Motor Gotha)                      | Heinz Seyffarth/Eckehard Messing (Motor Gotha)   | Seidel/Schumann (SSG Gotha)                     | Voigt/Müller (Tiefbau Gebesee)                             | Becker/Kött (Motor Gotha)                       |
| 1973 | Joachim Röhr/Klaus Röhr (Wissenschaft Rehbrücke) | Kanka/Freitag (Motor Gotha)                      | Rost/Witschas (Lok Dresden)                      | Voigt/Müller (Tiefbau Gebesee)                  | Benisch/Schumann (Motor Gotha)                             | Koch/Zuber (Tiefbau Gebesee)                    |
| 1974 | Joachim Röhr/Klaus Röhr (Wissenschaft Rehbrücke) | Kanka/Freitag (Motor Gotha)                      | Heinz Seyffarth/Eckehard Messing (Motor Gotha)   | Kachel/Schumann (Motor Gotha)                   | Voigt/Müller (Tiefbau Gebesee)                             | Schneider/Seegel (Einheit Mittelhausen)         |
| 1975 | Joachim Röhr/Klaus Röhr (Wissenschaft Rehbrücke) | Kanka/Freitag (Motor Gotha)                      | Beyer/Krauße (Stahl Bad Lausick)                 | Voigt/Müller (Tiefbau Gebesee)                  | Kachel/Schumann (Motor Gotha)                              | Schneider/Seegel (Einheit Mittelhausen)         |
| 1976 | Joachim Röhr/Klaus Röhr (Wissenschaft Rehbrücke) | Beyer/Krauße (Stahl Bad Lausick)                 | Hetzel/Groth (Lok Dresden)                       | Voigt/Müller (Tiefbau Gebesee)                  | Kachel/Hartung (Motor Gotha)                               | Krause/Krause (Traktor Märkisch-Buchholz)       |
| 1977 | Joachim Röhr/Klaus Röhr (Wissenschaft Rehbrücke) | Kanka/Freitag (Motor Gotha)                      | Beyer/Krauße (Stahl Bad Lausick)                 | Voigt/Müller (Tiefbau Gebesee)                  | Wiechmann/Kirschner (Motor Gotha)                          | Krause/Krause (Traktor Märkisch-Buchholz)       |
| 1978 | Joachim Röhr/Klaus Röhr (Wissenschaft Rehbrücke) | Kanka/Freitag (Motor Gotha)                      | Beyer/Krauße (Stahl Bad Lausick)                 | Wiechmann/Kirschner (Motor Gotha)               | Krause/Lorentz (Traktor Märkisch-Buchholz)                 | Laurisch/Sann (Tiefbau Gebesee)                 |
| 1979 | Beyer/Krauße (Stahl Bad Lausick)                 | Kanka/Freitag (Motor Gotha)                      | Götte/Gengelbach (Lok Leipzig West)              | Voigt/Schumann (Tiefbau Gebesee)                | Wiechmann/Kirschner (Motor Gotha)                          | Krause/Lorentz (Traktor Märkisch-Buchholz)      |
| 1980 | Heinz Seyffarth/Eckehard Messing (Motor Gotha)   | Kanka/Freitag (Motor Gotha)                      | Beyer/Krauße (Stahl Bad Lausick)                 | Voigt/Schumann (Tiefbau Gebesee)                | Wiechmann/Kirschner (Motor Gotha)                          | Laurisch/Sann (Tiefbau Gebesee)                 |
| 1981 | Heinz Seyffarth/Eckehard Messing (Motor Gotha)   | Beyer/Krauße (Stahl Bad Lausick)                 | Wolf/Kutzner (Lok Zwickau)                       | Voigt/Schumann (Tiefbau Gebesee)                | Heimbach/Walther (Aktivist Geiseltal)                      | Köhler/Blau (Einheit Mittelhausen)              |
| 1982 | Heinz Seyffarth/Eckehard Messing (Motor Gotha)   | Kanka/Freitag (Motor Gotha)                      | Fischer/Räthel (Fortschritt Chemnitz)            | Voigt/Schumann (Tiefbau Gebesee)                | Wiechmann/Kirschner (Motor Gotha)                          | Hubert/Sann (Tiefbau Gebesee)                   |
| 1983 | Heinz Seyffarth/Eckehard Messing (Motor Gotha)   | Hölich/Seffer (Lok Dresden)                      | Fischer/Räthel (Fortschritt Chemnitz)            | Voigt/Schumann (Tiefbau Gebesee)                | Wiechmann/Kirschner (Motor Gotha)                          | Hubert/Sann (Tiefbau Gebesee)                   |
| 1984 | Heinz Seyffarth/Eckehard Messing (Motor Gotha)   | Dörr/Schnabel (Traktor Dennheritz)               | Brand/Flock (Tiefbau Gebesee)                    | Sandra Waldau/Janet Waldau (Fortschritt Berlin) | Köhler/Blau (Einheit Mittelhausen)                         | Seifert-Goldammer/Weinelt (Lok Naumburg)        |
| 1985 | Heinz Seyffarth/Eckehard Messing (Motor Gotha)   | Dörr/Schnabel (Traktor Dennheritz)               | Brand/Flock (Tiefbau Gebesee)                    | Sandra Waldau/Janet Waldau (Fortschritt Berlin) | Hendel/Schmutzler (Lok Zwickau)                            | Müller/Zschech (Aktivist Heide-Wiednitz)        |
| 1986 | Heinz Seyffarth/Eckehard Messing (Motor Gotha)   | Dörr/Schnabel (Traktor Dennheritz)               | Brand/Flock (Tiefbau Gebesee)                    | Sandra Waldau/Janet Waldau (Fortschritt Berlin) | Hendel/Schmutzler (Lok Zwickau)                            | Müller/Zschech (Aktivist Heide-Wiednitz)        |
| 1987 | Heinz Seyffarth/Eckehard Messing (Motor Gotha)   | Michael Meleschko/Bert Schmalfeld (Motor Gotha)  | Hölzel/Langwald (Traktor Dennheritz)             | Sandra Waldau/Janet Waldau (Fortschritt Berlin) | Hendel/Schmutzler (Lok Zwickau)                            | Benisch/Ege (Motor Gotha)                       |
| 1988 | Heinz Seyffarth/Eckehard Messing (Motor Gotha)   | Michael Meleschko/Bert Schmalfeld (Motor Gotha)  | Hölzel/Langwald (Traktor Dennheritz)             | Sandra Waldau/Janet Waldau (Fortschritt Berlin) | Benisch/Ege (Motor Gotha)                                  | Anett Benkel/Seide (Motor Gotha)                |
| 1989 | Heinz Seyffarth/Eckehard Messing (Motor Gotha)   | Michael Meleschko/Bert Schmalfeld (Motor Gotha)  | Hölzel/Langwald (Traktor Dennheritz)             | Sandra Waldau/Janet Waldau (Fortschritt Berlin) | Anett Benkel/Seide (Motor Gotha)                           | Bialek/Rösler (Lok Leipzig West)                |
| 1990 | Michael Meleschko/Bert Schmalfeld (Motor Gotha)  | Andreas Benisch/Ronny Schönau (Motor Gotha)      | ...                                              | Anett Benkel/Ines Herbst (Motor Gotha)          | Babett Jentsch/Melanie Jentsch (Traktor Märkisch-Buchholz) | Sandra Waldau/Janet Waldau (Fortschritt Berlin) |